# 市原市立平三小学校
市原市立平三小学校（いちはらしりつ へいさんしょうがっこう）は、千葉県市原市平蔵にかつて存在した公立小学校。2016年（平成28年）3月31日をもって閉校した。

## 概要
市原市南部の南総地区に位置する。児童数減少のため2016年（平成28年）3月31日をもって閉校し、翌日より市原市立鶴舞小学校に統合された。

## 沿革

### 概歴
平三小学校の大元は平蔵小学校である。1873年（明治6年）に平蔵小学校、米原小学校、小草畑小学校が創立する。1876年（明治9年）には一度統合して平三小学校となるが、これ以降統合と分裂を繰り返している。その後、1925年（大正14年）に平蔵尋常小学校、米原尋常小学校、小草畑尋常小学校が合併し、再び平三尋常小学校となる。このときは統一校舎が存在せず、平蔵教場、米原教場、小草畑教場に分かれていた。1933年（昭和8年）に現所在地に統一校舎が完成して全教場が本校舎に統合されている。1941年（昭和16年）には国民学校令が公布されて平三国民学校となった。戦後1947年（昭和22年）の学校教育法施行に伴い、平三村立平三小学校に、1954年（昭和29年）には南総町立平三小学校、1967年（昭和42年）に現校名の市原市立平三小学校に改称した。しかし、児童数減少により2016年（平成28年）3月31日付で閉校し、翌日より市原市立鶴舞小学校に統合されている。

### 年表
- 1873年（明治6年） - 平蔵小学校として創立[3]。
- 1876年（明治9年） - 米原小学校、小草畑小学校と統合して平三小学校となる[3]。
- 1887年（明治20年） - 平蔵尋常小学校、平蔵尋常小学校米原分校、小草畑尋常小学校に分離する[3]。
- 1889年（明治22年） - 平蔵尋常小学校、平蔵尋常小学校米原分校、小草畑尋常小学校が統合して平三尋常小学校となる[3][4]。
- 1890年（明治23年） - 米原尋常小学校が分離する[4]。
- 1892年（明治25年） - 平三尋常小学校が小草畑尋常小学校、平蔵尋常小学校に分離[4]。
- 1925年（大正14年） - 3つの尋常小学校が合併して平三尋常小学校となる[3]。
- 1933年（昭和8年） - 現在地移転[3]。
- 1941年（昭和16年） - 平三国民学校に改称[3]。
- 1947年（昭和22年） - 平三村立平三小学校に改称[3]。敷地内に平三村立平三中学校設置[3]。
- 1954年（昭和29年） - 南総町立平三小学校に改称[3]。
- 1967年（昭和42年） - 市原市立平三小学校に改称[3]。
- 2016年（平成28年） - 市原市立鶴舞小学校に統合される形で閉校[3]。

## 校則

### 校歌
1960年（昭和35年）制定の校歌についての情報は以下の通りである。
- 作詞：松原至大
- 作曲：芥川也寸志

## 施設

### 敷地
敷地の詳細は以下の通りである。
| 所在地     | 〒290-0524 千葉県市原市平蔵808番地 |
| 所有者     | 市原市                             |
| 敷地面積   | 10,575m2                           |
| 用途地域   | 指定なし                           |
| 指定建蔽率 | 60%                                |
| 指定容積率 | 100%                               |
| 取得価格   | 不明                               |

### 建物
敷地内の建物は以下の通りである。
| 棟番号 | 棟名称     | 構造 | 延床面積  | 建築年 | 耐震   | 耐震       | Is値 | 備考 |
| ------ | ---------- | ---- | --------- | ------ | ------ | ---------- | ---- | ---- |
| 001    | 校舎・園舎 | RC造 | 1320.00m2 | 1979年 | 旧基準 | 耐震性あり | 不明 |      |
| 002    | 体育館     | S造  | 630.00m2  | 1969年 | 旧基準 | 耐震工事済 | 不明 |      |

## 規模
2015年（平成27年）5月1日現在の学校規模は以下の通りである。
| 児童数       | 7名   |
| 学級数       | 3学級 |
| 通学区域面積 | 不明  |
| 通学区域人口 | 不明  |

## 通学区域
廃校前の2012年3月29日時点では、以下の町丁字とその範囲を通学区域に指定していた。
- 平蔵
- 米原
- 小草畑

## 中学校区
1947年度 - 1970年度
- 市原市立平三中学校

1971年度 - 2015年度
- 市原市立南総中学校

## アクセス
- 小湊鐵道バス（牛05系統[注釈 2]）「堀切 (市原市)」で下車、徒歩2分